# Brenchley and Matfield
Brenchley and Matfield är en civil parish i grevskapet Kent i sydöstra England. Den ligger i distriktet Tunbridge Wells och utgörs av orterna Brenchley och Matfield. Civil parishen hade 2 887 invånare vid folkräkningen år 2021. Namnet var före 17 oktober 2018 enbart Brenchley.